# Lena Platonos
Lena Platonos (griechisch Λένα Πλάτωνος, * 21. Oktober 1951 in Iraklio) ist eine griechische Pianistin und Komponistin elektronischer Musik.
Die Tochter des Komponistin George Plato wuchs in Athen auf. Sie hatte ab dem zweiten Lebensjahr Klavierunterricht und studierte am Konservatorium  Athen. Sie gewann 1963 den Ersten Preis im Kaiti-Papaioannou-Wettbewerb und trat bereits vor ihrem achtzehnten Lebensjahr als professionelle Pianistin auf. Während ihres Studiums in Wien und Berlin lernte sie die Musik des mittleren Ostens, Jazz und Rock kennen. 
Nach ihrer Rückkehr nach Griechenland arbeitete sie mit Iraklis Triantafyllides und seiner Band DNA zusammen. Mit ihrem späteren Ehemann, dem Komponisten Dimitris Marangopoulos, begann sie, für das Dritte Programm des Senders ERT radio zu arbeiten. Dessen Direktor Manos Hadjidakis half ihr bei der Produktion ihrer ersten Show Lilipoupoli, für die sie alle Songs schrieb und komponierte. 1981 erschien ihr Debütalbum Sabotage (in Zusammenarbeit mit Marianina Kriezi und Savina Yannatou), bei dem sie den Synthesizer einsetzte.
Nach einem Album mit von Manos Hadjidakis komponierten Gedichten Kostas Karyotakis’ folgten in den 1980er Jahren die Soloalben Sun Masks, Gallop (1985) und Lepidoptera (1986, mit Kinderreimen von Gianni Rodari). Eine Adaption von Hans Christian Andersens Des Kaisers Nachtigall erschien 1989. Anfang der 1990er Jahre arbeitete sie mit Dionysis Savvopoulos und Dimitra Galani zusammen. Ihr Album The Third Door (2000, in Zusammenarbeit mit Maria Farantouri) nach Gedichten von Thodoros Poala wurde 2003 in einer Bühnenadaption in der Athener Konzerthalle aufgeführt. Insgesamt veröffentlichte Platonos etwa 20 Alben und wurde zu einer Pionierin der elektronischen Musik in Griechenland. 2018 drehte der Regisseur Cristo Petrou den Dokumentarfilm Lambda Pi über sie.